# Burkhard Weber (Theologe)
Burkhard Weber (* 1954 in Berlin; † 12. Dezember 2016 in Wuppertal) war ein deutscher evangelischer Theologe, Pfarrer, Evangelist, Dozent und Direktor der Evangelistenschule Johanneum.

## Leben und Wirken
Nach einem Volontariat bei der Tageszeitung Hessische/Niedersächsische Allgemeine und einer Ausbildung zum Tageszeitungsredakteur studierte Weber Evangelische Theologie an der Eberhard Karls Universität Tübingen und Humboldt-Universität zu Berlin. Danach war er als Gemeindepfarrer in Salzgitter, Herne und Schwelm tätig. Von 1981 bis 1985 arbeitete er als Wissenschaftlicher Mitarbeiter für Kirchengeschichte an der Evangelisch-Theologischen Fakultät der Ruhr-Universität Bochum. Er war von November 1986 bis Juli 1994 Dozent für Systematische Theologie und Kirchengeschichte, ab August 1995 bis zu seinem Tod 2016 Direktor der Evangelistenschule Johanneum.
Zwischen 1997 und 2015 war er Vorstandsmitglied des Evangelischen Gnadauer Gemeinschaftsverbandes und von 2003 bis 2015 Vorsitzender der „Konferenz Missionarischer Ausbildungsstätten“. Er war Mitbegründer des theologischen Ausbildungskurses „Kirche im interkulturellen Kontext“ der rheinischen Kirche und engagierte sich als Zweiter Vorsitzender im Arbeitskreis „Gespräch zwischen Landeskirche und landeskirchlichen Gemeinschaften“. Er gehörte viele Jahre der Landessynode der Evangelischen Kirche im Rheinland an und war aktives Gemeindeglied der Wuppertaler Kirchengemeinde Wichlinghausen-Nächstebreck.
Burkhard Weber war mit seiner Ehefrau Annette verheiratet und Vater einer Tochter.

## Veröffentlichungen
- Gott nahe zu sein ist mein Glück: Die Jahreslosung 2014. Ein Arbeitsbuch mit Auslegungen und Impulsen für die Praxis, Neukirchener Verlagsgesellschaft, Neukirchen-Vluyn 2013, ISBN 978-3-7615-6006-8.
- Nehmt einander an, wie Christus euch angenommen hat zu Gottes Lob: Die Jahreslosung 2015. Ein Arbeitsbuch mit Auslegungen und Impulsen für die Praxis, Neukirchener Verlagsgesellschaft, Neukirchen-Vluyn 2014, ISBN 978-3-7615-6137-9.
- Gott spricht: Ich will euch trösten, wie einen seine Mutter tröstet: Die Jahreslosung 2016. Ein Arbeitsbuch mit Auslegungen und Impulsen für die Praxis, Neukirchener Verlagsgesellschaft, Neukirchen-Vluyn 2015, ISBN 978-3-7615-6227-7.
- Gott spricht: Ich schenke euch ein neues Herz und lege einen neuen Geist in euch (Hesekiel 36,26): Die Jahreslosung 2017. Ein Arbeitsbuch mit Auslegungen und Impulsen für die Praxis, Neukirchener Verlagsgesellschaft, Neukirchen-Vluyn 2016, ISBN 978-3-7615-6322-9.

als Mitautor
- mit Hans-Wilhelm Fricke-Hein: momento 2014 – Konstanzer Kalender, Neukirchener Verlagsgesellschaft, Neukirchen-Vluyn 2013, ISBN 978-3-9205-2462-7.
- mit Hans-Wilhelm Fricke-Hein: momento 2015 – Konstanzer Kalender, Neukirchener Verlagsgesellschaft, Neukirchen-Vluyn 2014, ISBN 978-3-9205-2482-5.
- mit Hans-Wilhelm Fricke-Hein: momento 2016 – Konstanzer Kalender, Neukirchener Verlagsgesellschaft, Neukirchen-Vluyn 2015, ISBN 978-3-9205-2409-2.
- mit Hans-Wilhelm Fricke-Hein: momento 2017 – Konstanzer Kalender, Neukirchener Verlagsgesellschaft, Neukirchen-Vluyn 2016, ISBN 978-3-9205-2418-4.